# 真鶴サボテンランド
真鶴サボテンランド（まなづるサボテンランド）は、かつて神奈川県足柄下郡真鶴町に存在した小田急のテーマパークである。現在は町営の「お林展望公園」として無料開放され芝生主体の広場となっている。

## 概要
「真鶴サボテンドリームランド」として1963年に開園。世界三大サボテン公園の一つメキシコのシュワルツサボテン公園の収集品を譲り受け、珍しいサボテンが見られることで多くの人で賑わった。全盛期は年間30万人の来客があり、神奈川県各地の小学校などからも見学客を集めた。主な施設としてはちびっ子広場や野鳥苑などがあった。
しかし1991年頃から入場者数は減少傾向に転じ、2003年7月にはちびっ子広場などが閉鎖、2004年1月5日に閉園した。
約1年後の2005年4月23日に「お林展望公園」として開園。温室や動物飼育、遊具はなくなっている。約3万点あったとされるサボテン類は閉園前、来場者に売却するなどで殆どが処分され、柱サボテン、リュウゼツラン、ヤシなど移動できなかった数種のみが当時の面影を残している。

## 営業時間
9:00 - 16:30。年中無休だった。

## 入園料
中学生以上800円、4歳 - 小学生400円。障害者は半額だった。
また、ホームページ内に割引券があった。

## ロケ地
その豊富な自然環境からたびたびテレビ作品等のロケ地として利用された。
- 『ウルトラマン』 第20話 『恐怖のルート87』（1966年11月27日放送）
- 『仮面ライダー』 第96話 『本郷猛サボテン怪人にされる!?』（1973年1月27日放送）
- ザ・ピーナッツ 「恋のフーガ」 PV撮影場所（1967年）